# MES (tampon)
MES est le nom courant de l'acide 2-(N-morpholino)éthanosulfonique. C'est un composé faisant partie des tampons de Good, qui en a proposé le nom et l'usage en 1966. Sa structure chimique comporte un anneau morpholine, son pKa de 6,15 à 20 °C présente un certain intérêt pour des applications en biochimie. Des 20 tampons de Good, c'est l'un des trois seuls à ne pratiquement pas complexer les métaux, ce qui évite des interférences. Le MOPS (pKa = 7,15) présente une structure similaire, avec un résidu propanesulfonique plutôt qu'éthanesulfonique. 

## Applications
Le MES est utilisé comme tampon en biologie et biochimie.Le pH d'une solution préparée avec du MES dépend de la concentration et de la température, un effet que l'on peut prédire et calculer. Le MES est très soluble dans l'eau. Son point de fusion est proche de 300 °C. 
Faisant partie des tampons de Good, il répond à plusieurs des caractéristiques que celui-ci recherchait : il est très soluble, son pKa le rend adapté à un usage en biologie, il est chimiquement stable et peu sujet à des réactions enzymatiques, présente une absorption négligeable dans le visible et le proche UV, et sa synthèse est relativement aisée. Il est très peu complexant : il se lie peu au calcium, au magnésium, au manganèse, et pratiquement pas au cuivre.